# هازرایش
هازرایش (به آلمانی: Haserich) یک شهر در آلمان است که در کوخم-تسل واقع شده‌است. هازرایش ۲۲۸ نفر جمعیت دارد.